# Mariage homosexuel en Colombie
- Mariage homosexuel
- Autre type de partenariat

Statut légal des unions homosexuelles en Amérique du Sud :
Mariage homosexuel
Autre type de partenariat
Non reconnu ou inconnu
Pas de reconnaissance, mariage homosexuel interdit
Activité homosexuelle illégale

Le mariage homosexuel est légal en Colombie après un long et complexe processus législatif et judiciaire. Le 28 avril 2016, la Cour constitutionnelle de Colombie met fin à des années d'incertitude juridique vécues par les couples homosexuels et réaffirme leurs droits en confirmant la validité du mariage homosexuel. Avant ce jugement, selon une interprétation antérieure de la Constitution colombienne de 1991, les couples homosexuels ne pouvaient former qu'une « union de fait » après avoir vécu deux ans ensemble. L'union peut être enregistrée ou non ; elle a la même qualité juridique dans les deux cas, mais la première peut être plus commode pour l'accès aux droits reconnus par la loi. Le couple peut enregistrer son union en passant un acte devant un notaire ou un juge.

## Unions de fait
Le 7 février 2007, la Cour constitutionnelle étend aux couples homosexuels en union de fait plusieurs droits de propriété et de pension liés au mariage d'un couple hétérosexuel en common law,. Dans un arrêt rendu en octobre 2007, elle se prononce en faveur de l'extension des droits de sécurité sociale et d'assurance-santé à ces couples. Le 28 janvier 2009, elle modifie 42 dispositions d'au moins 20 lois pour accorder d'autres droits dont seuls les couples hétérosexuels jouissaient auparavant (y compris la nationalité, le permis de résidence, les lois sur les biens familiaux) aux couples homosexuels en cohabitation,. Une décision est rendue en dernier ressort le 13 avril 2011 pour étendre le droit d'hériter l'un de l'autre aux membres d'un couple homosexuel.
Le 26 juillet 2011, la Cour constitutionnelle décide par 9 voix contre 0 qu'elle ne peut modifier la définition en vigueur du mariage, soit l'union d'un homme et d'une femme, mais que les couples homosexuels vivant en union de fait ont le droit de former une famille : elle ordonne donc que le Congrès légifère sur les droits des couples homosexuels afin d'éliminer le déficit de protection de ces couples défini dans la décision de la Cour dans un délai de deux ans (d'ici au 20 juin 2013). Si une loi n'était pas adoptée à cette fin à cette date, les couples homosexuels pourraient automatiquement officialiser et solenniser leur lien contractuel devant un notaire ou un juge compétents,,.

## Projets de loi relatifs aux unions civiles
Le 15 juin 2007, la Chambre des représentants de Colombie adopte par un vote de 62 voix contre 43 un projet de loi qui ferait de la Colombie le premier pays latino-américain à accorder aux couples homosexuels en union de fait les mêmes droits à l'assurance-maladie, à l'héritage et à la sécurité sociale que ceux dont jouissent les couples hétérosexuels, projet de loi que le Sénat a adopté en avril et que le président conservateur Alvaro Uribe a appuyé. Cependant, le 19 juin, un groupe de sénateurs conservateurs déroge à la discipline de parti dans ce qui est d'ordinaire un vote de routine sur la version finale d'un projet de loi et rejette le texte par 34 voix contre 29 au Sénat.
Le 17 mars 2015, le sénateur Armando Benedetti (es) dépose un projet de loi sur l'union civile,,, mais ce dernier reste en plan. Il est rétabli par le sénateur Roy Barreras (es) le 30 juillet 2015,. Le même jour, les sénateurs Benedetti, Barreras et Alfredo Deluque déposent le projet de loi permettant aux couples homosexuels d'adopter des enfants,.

## Mariage homosexuel
En 2011, après l'arrêt de la Cour constitutionnelle, quatre projets de loi sont annoncés au Congrès pour corriger le « déficit de protection » des couples homosexuels : deux d'entre eux parlent de « mariage », et les deux autres prévoient l'« union civile ».
En octobre 2012, le sénateur Armando Benedetti dépose le projet de loi légalisant le mariage homosexuel. À l'origine, le projet de loi parlait d'union civile, mais Benedetti en a modifié le texte. Le président Juan Manuel Santos ne se prononce pas sur le projet de loi. Le premier comité du Sénat adopte le projet de loi le 4 décembre,. Le 24 avril 2013, le projet de loi est rejeté par le Sénat par un vote de 51 voix contre 17, après deux reports. Son rejet était attendu, les deux partis les plus importants s'étant engagés à couler le projet de loi. Le sénateur Benedetti réagit au vote en disant que le Congrès « ne sert à rien ni ne représente personne » et que les sénateurs qui ont rejeté le projet voulaient que l'organe législatif du pays ressemble à ceux « du Congo, de l'Ouganda, de la Bolivie et d'Haïtí ». Jorge Enrique Vélez (surintendant du Notariat et du Registre de l'état civil) a annoncé que la ministre de la Justice ferait établir des lignes directrices pour que les notaires et juges enregistrent des « contrats solennels » (expression retenue dans l'attente d'une modification de la définition constitutionnelle du mariage) pour les couples homosexuels si le Congrès n'adoptait pas le projet de loi sur le « mariage homosexuel » avant l'échéance du 20 juin. Le 18 avril 2013, l'Association nationale des notaires a déjà rédigé un projet de contrat pour la célébration de l'« union maritale » d'homosexuels pour le soumettre à la discussion de ses membres,. Le 20 juin, les notaires du pays commencent à célébrer ces unions, mais les défenseurs des droits LGBT conseillent aux gens de ne pas conclure ces contrats parce que, selon eux, les lois du pays ne tracent pas le cadre d'une « union solennelle ». Les jours suivants, plusieurs couples demandent à des juges de reconnaître leurs relations par mariage.
Divers secteurs politiques cherchent des moyens d'éviter l'application de l'arrêt de la Cour constitutionnelle. Le 11 juillet 2013, une juge du tribunal civil de Bogota accepte la demande d'officialisation de la relation d'un couple homosexuel et cite ce dernier à comparaître devant elle le 24 avec ses témoins pour déclarer les deux hommes mariés en droit, lui appliquant les dispositions du Code civil applicables aux mariages civils d'hétérosexuels par suite du vide juridique sur le mariage homosexuel. Le 24 juillet, une juge de Bogota officialise l'union de deux hommes en leur conférant l'état civil d'homme marié (casado) sans utiliser le terme « mariage » (matrimonio), ce qui leur confère tous les droits d'un couple hétérosexuel.
En septembre 2013, deux juges civilistes marient chacun un couple homosexuel, l'un d'eux déclarant les membres du couple conjoints en droit tout en s'abstenant de les déclarer mariés. Le ministère public conteste l'un des « mariages » en recourant à l’amparo, et un juge ordonne que ce mariage soit considéré comme une union contractuelle avant qu'en octobre, la Cour supérieure de Bogota ne maintienne la validité du mariage. La Cour constitutionnelle est par la suite saisie à nouveau de la question du mariage homosexuel lorsque le ministère public lui demande d'invalider tous les mariages.
Le 30 juillet 2015, le sénateur Benedetti dépose un projet de loi visant à établir l'institution du mariage homosexuel.
En mars 2016, un projet de décision considéré comme une opinion minoritaire de la Cour constitutionnelle est publié par le juge Jorge Ignacio Pretelt. Il y est dit que le mariage ne s'applique qu'à l'union d'un homme et d'une femme et qu'il appartient au Congrès de légaliser le mariage homosexuel. Le 7 avril, la Cour vote contre ce projet par six voix contre trois. Le juge Alberto Rojas Río est chargé de rédiger un nouveau projet de décision conforme à l'opinion majoritaire de la Cour, c'est-à-dire déclarant qu'il est inconstitutionnel d'interdire le mariage de couples homosexuels,. Par sa décision du 28 avril 2016, prise par un vote de six voix contre trois, la Cour indique que « le mariage homosexuel ne viole pas l'ordre constitutionnel ». La décision d'avril 2016 confirme que tous les « contrats solennels » conclus par des couples homosexuels depuis le 20 juin 2013 par suite de la décision C-577/2011 de la Cour sont valides en droit et doivent être considérés comme des contrats de mariage, ce qui signifie que ces couples n'ont pas à se remarier. Elle doit être enregistrée en tant que décision constitutionnelle irrévocable dans un délai d'un mois, après lequel les couples homosexuels seront libres de se marier au pays,.

### Reconnaissance des mariages homosexuels contractés à l'étranger
En mai 2015, le ministre de l'Intérieur de Colombie, Juan Fernando Cristo, annonce que le gouvernement colombien appuie la campagne menée par la communauté LGBT pour la reconnaissance du mariage homosexuel. Il fait cette déclaration le lendemain qu'un couple homosexuel binational a engagé une bataille juridique pour faire reconnaître leur mariage de 2013 (enregistré en Espagne) en Colombie.
Les organismes gouvernementaux de Colombie reconnaissent depuis mars 2016 les mariages homosexuels contractés légalement à l'étranger, une fois remplies quelques formalités administratives. Les membres du couple homosexuel ainsi reconnu jouissent des mêmes droits (visa de conjoint, assurance-maladie, héritage, pension) que les conjoints hétérosexuels.

## Statistiques
Depuis l'approbation du mariage entre couples homosexuels, la Surintendance du notariat et du registre citoyen a établi le bilan suivant : jusqu'à 2017 au total 715 couples homosexuels se sont mariés. Au premier semestre de la même année, 417 couples se sont mariés dont 233 couples gays et 184 couples lesbiens. Par ville, 114 sont de Bogota, 77 de Medellín, 37 de Cali, 24 de Pereira et 10 Cúcuta parmi d'autres. Les départements où il n'y a pas encore eu de mariage de ce type sont Cordoba, La Guajira, Casanare, Caquetá, Meta et Chocó.
En 2018, 316 mariages sont inscrits, soit 8 % de moins par rapport à 2017. Cependant le nombre a augmenté à Ibagué, Valledupar et Barranquilla.